# Barranc de la Rovira (Bages)
El Barranc de la Rovira és un torrent afluent per la dreta de la Riera de Coaner, al Bages.

## Municipis per on passa
El curs del Barranc de la Rovira transcorre íntegrament pel terme municipal de Sant Mateu de Bages.

## Xarxa hidrogràfica
La xarxa hidrogràfica del Barranc de la Rovira està constituïda per 2 cursos fluvials: el barranc pròpiament dit i un afluent per l'esquerra d'un recorregut de 491 m. La longitud total de la xarxa és, per tant, de 1.484 m.

### Distribució municipal
El conjunt de la seva xarxa hidrogràfica transcorre íntegrament pel terme municipal de Sant Mateu de Bages.

### Territori PEIN
Tota la conca del torrent forma part del PEIN de la Serra de Castelltallat.